# Nicola Girace
Nicola Girace (ur. 30 lipca 1907 w Neapolu, zm. 30 sierpnia 1970 w Rzymie) – włoski szermierz, złoty medalista mistrzostw świata.
Podczas mistrzostw świata w Neapolu w 1929 roku (oficjalnie zawody tego cyklu rozgrywane są pod tą nazwą dopiero od 1937) Włosi w składzie: Dante Carniel, Giulio Gaudini, Nicola Girace, Gioacchino Guaragna, Gustavo Marzi, Ugo Pignotti, Oreste Puliti i Ciro Verratti wywalczyli złoty medal we florecie drużynowym. Był to jego jedyny medal zdobyty w zawodach międzynarodowych.
Nigdy nie wziął udziału w igrzyskach olimpijskich.